# Nachbarkanal
Als Nachbarkanal wird in der Nachrichtentechnik nächstgelegene Sendekanal zum genutzten Sendekanal bezeichnet.

## Beispiel bei UMTS
Bei UMTS z. B. ist für den FDD-Downlink die Nutzfrequenz von 2110 bis 2170 MHz und eine Kanalbandbreite von 5 MHz mit einer Chiprate von 3,84 Mcps spezifiziert.
Das ergibt insgesamt 12 Downlink-Kanäle:
{\displaystyle {\frac {2170\,\mathrm {MHz} -2110\,\mathrm {MHz} }{5\,\mathrm {MHz} }}=12},
wobei jeder Kanal eine Bandbreite von 3,84 MHz besitzt und die Mittenfrequenzen der Nachbarkanäle 5 MHz auseinander liegen.
Bei der ACP-Messung wird diese Spezifikation angewandt, um die Leistung in den Nachbarkanälen zu messen.